# Deinopidae
Deinopidae C. L. Koch, 1850 è una famiglia di ragni appartenente all'infraordine Araneomorphae.

## Etimologia
Il nome deriva dal greco δεινός, deinòs, cioè terribile, tremendo, spaventoso, e ὄψ, òps, cioè aspetto, forma, atteggiamento, proprio a causa del loro aspetto esteriore, ed il suffisso -idae, che designa l'appartenenza ad una famiglia.

## Caratteristiche
Questi ragni hanno corpo e zampe molto allungati e la costruzione della ragnatela avviene proprio fra le estremità delle zampe, in modo da poterla contrarre ed estendere a piacere, dirigendola verso la preda. In inglese sono appunto noti come net-casting spiders, cioè ragni che gettano la rete, in quanto allargando le zampe, possono avvolgere la preda nelle spire della tela. La loro eccellente visione notturna ha fatto sì che si sviluppassero particolarmente gli occhi mediani e posteriori in modo da poter afferrare le prede con precisione.

## Comportamento
Di giorno lo si può notare appeso con un filo di seta, capovolto, ad alcune fronde. Si desta di notte per mettere in pratica il suo sistema insolito di cattura delle prede.

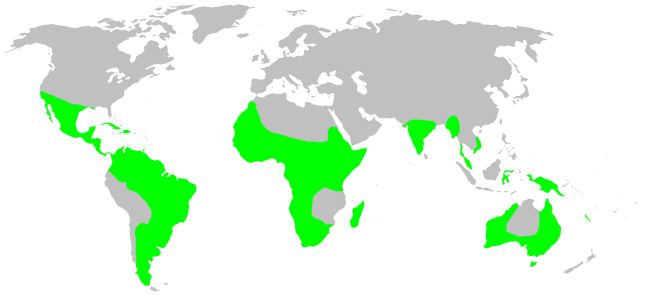
Deinopidae - distribuzione

## Distribuzione
Il genere Deinopis è il più noto della famiglia, presente in Africa, Australia e nelle Americhe, pressoché cosmopolita nelle aree comprese fra i tropici. Il genere Menneus ha l'opistosoma leggermente ingobbito.

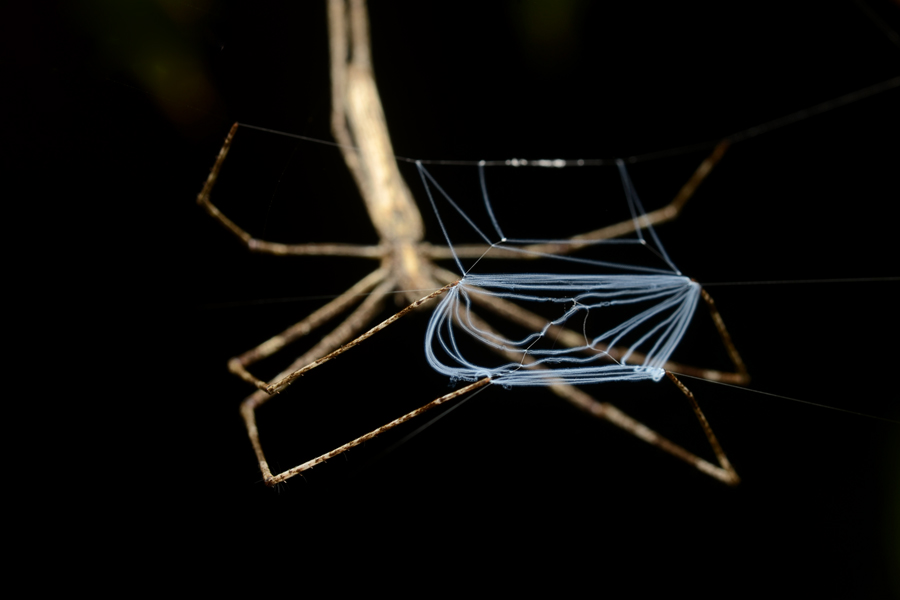
Particolare della tela che il Deinopidae utilizza per catturare la preda

## Tassonomia
Attualmente, a novembre 2020, si compone di 3 generi e 68 specie:
- Asianopis Lin & Li, 2020 - Cina, India, Vietnam, Celebes
- Deinopis Macleay, 1839 - cosmopolita
- Menneus Simon, 1876 - Africa meridionale e orientale, Australia, Nuova Caledonia, Nuova Guinea

### Generi inglobati
- Avella O. P-Cambridge, 1877[2] - Australia
- Avellopsis Purcell, 1904[3] - Sudafrica